# Vésines
Vésines est une commune française située dans le département de l'Ain, en région Auvergne-Rhône-Alpes.

## Géographie

### Localisation
Le village est situé sur les bords de Saône, sur la rive gauche, en amont de Mâcon. Située au nord-ouest du département, au pied de la Bresse dans le Val de Saône, Vésines se trouve à 40 km au nord-ouest de Bourg, 15 kilomètres au nord de Mâcon et à 30 kilomètres au sud de Tournus.
Son altitude varie de 170 mètres au bord de la Saône à 175,6 mètres.

### Communes limitrophes
| Saint-Martin-Belle-Roche (Saône-et-Loire) | Asnières-sur-Saône |          |
| Mâcon (Saône-et-Loire)                    | Vésines            | Manziat  |
| Sancé (Saône-et-Loire)                    |                    | Feillens |

### Points extrêmes
- Nord : La Verdette, 46° 22′ 33″ N, 4° 51′ 57″ E
- Est : Le Bury, 46° 22′ 10″ N, 4° 52′ 35″ E
- Sud : Le Bois Taillis, 46° 20′ 35″ N, 4° 51′ 11″ E
- Ouest : Closure Berny, 46° 21′ 11″ N, 4° 51′ 04″ E

### Hydrographie

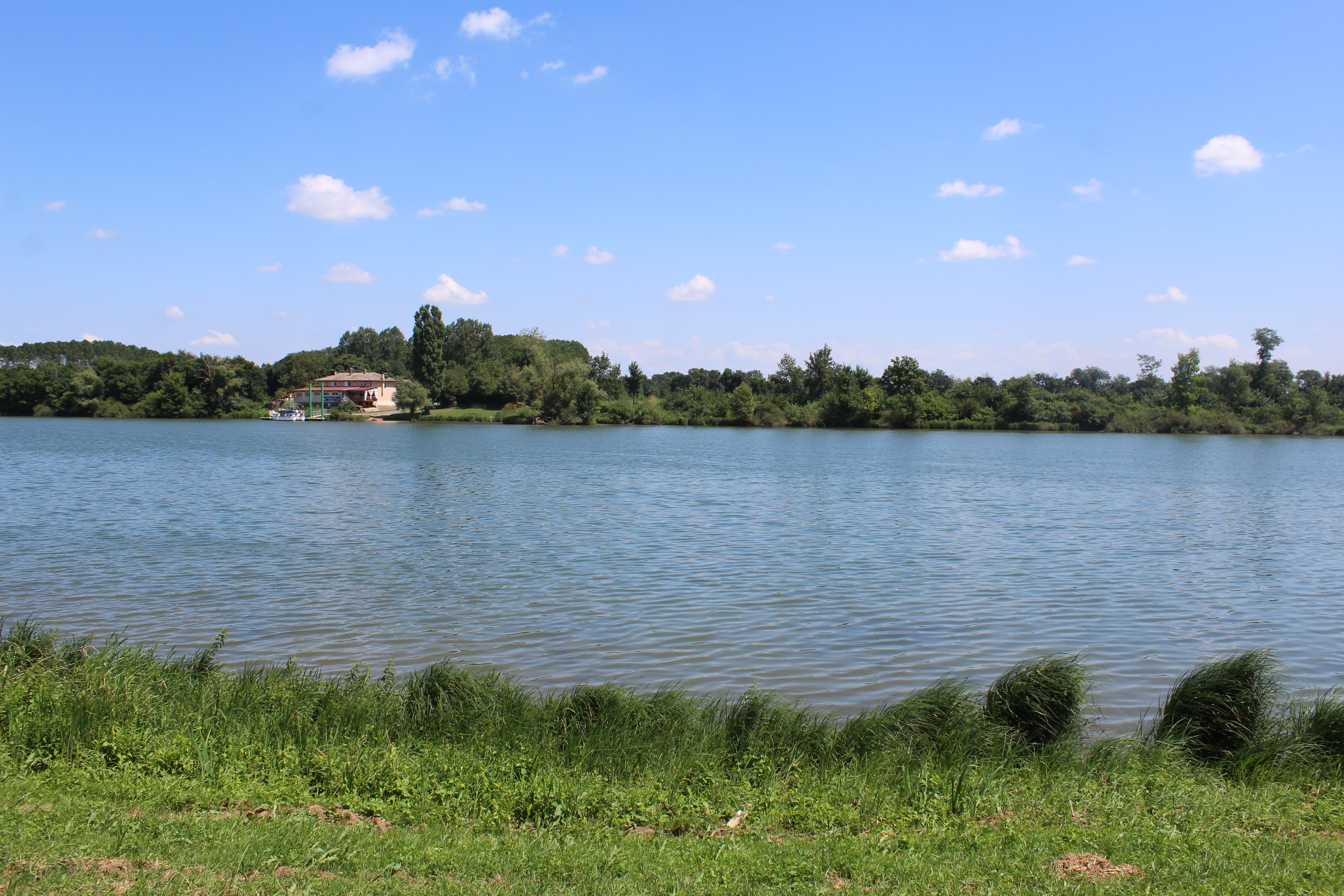
La Saône avec vue du port.

Le Saône est le cours d'eau le plus important traversant le village. Passant à l'ouest du territoire, il forme la frontière ouest de la commune avec celles de Saône-et-Loire. Lors de crues qui arrivent quelquefois par an, la Saône quelques zones de la commune. Puisque la totalité de la commune est en zone inondable, il arrive que le bourg et ses habitations se retrouvent sous les eaux lors de crues décennales.
De l'autre côté de la commune, à l'est du bourg, la Loëze passe à Vésines après avoir fait la frontière entre Feillens et Manziat. En aval, elle forme la frontière sud-est de la commune qu'elle partage avec Feillens avant de se jeter dans la Saône.
Divers ruisseaux sans nom traversent le village dont un qui fait office de frontière avec Manziat.

### Climat
Pour des articles plus généraux, voir Climat d'Auvergne-Rhône-Alpes et Climat de l'Ain.
En 2010, le climat de la commune est de type climat océanique altéré, selon une étude du CNRS s'appuyant sur une série de données couvrant la période 1971-2000. En 2020, Météo-France publie une typologie des climats de la France métropolitaine dans laquelle la commune est exposée à un climat semi-continental et est dans la région climatique Bourgogne, vallée de la Saône, caractérisée par un bon ensoleillement (1 900 h/an), un été chaud (18,5 °C), un air sec au printemps et en été et des vents faibles.
Pour la période 1971-2000, la température annuelle moyenne est de 11,8 °C, avec une amplitude thermique annuelle de 18,1 °C. Le cumul annuel moyen de précipitations est de 829 mm, avec 10,8 jours de précipitations en janvier et 7,4 jours en juillet. Pour la période 1991-2020, la température moyenne annuelle observée sur la station météorologique de Météo-France la plus proche, « Mâcon », sur la commune de Charnay-lès-Mâcon à 8 km à vol d'oiseau, est de 12,3 °C et le cumul annuel moyen de précipitations est de 833,7 mm,. Pour l'avenir, les paramètres climatiques de la commune estimés pour 2050 selon différents scénarios d'émission de gaz à effet de serre sont consultables sur un site dédié publié par Météo-France en novembre 2022.

### Voies de communication et transports

Carte des axes de communication.

Bien qu'il n'y ait qu'une seule route départementale traversant la commune, Vésines bénéficie de sa proximité avec Mâcon pour être au cœur d'un réseau de communication important.

#### Réseau routier

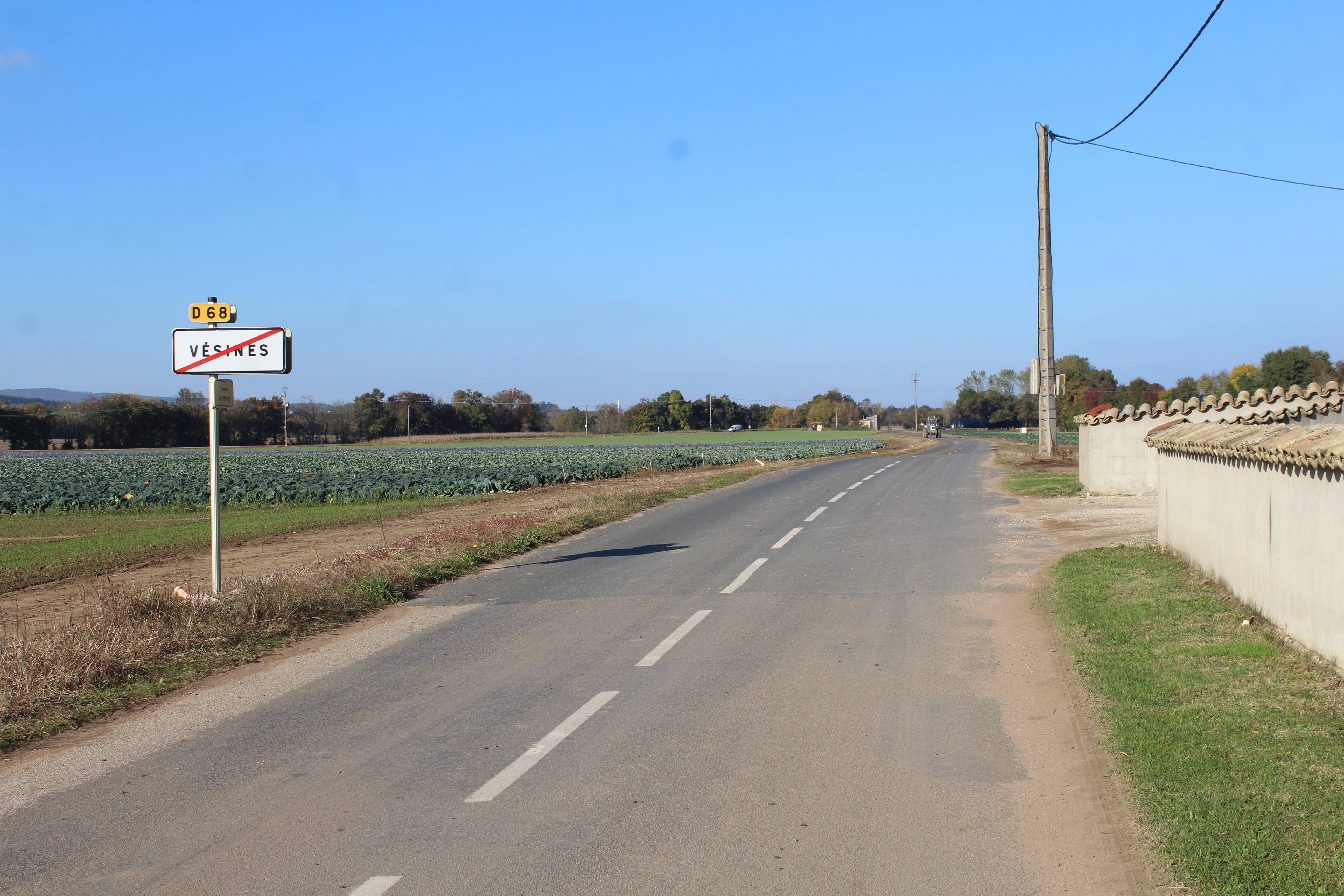
Route départementale 68.

Le réseau routier isole Vésines du reste de la région du fait qu'il n'existe qu'une seule voie pour rejoindre les communes avoisinantes, ce qui peut la couper du monde lors de crues importantes inondant la voie. De plus, aucun pont sur la Saône ne la lie à la Saône-et-Loire.
La route en question est aussi la seule route départementale traversant la commune qu'est la D 68. Cette voie part du bourg de Feillens qui se termine à l'intersection avec la route départementale 1 dans le village voisin d'Asnières-sur-Saône.
Autour de la commune, on dénombre des voies routières importantes dont l'autoroute A6 passant de l'autre côté de la Sâone qui relie Lyon à Paris. Il y a aussi l'autoroute A40 qui relie Mâcon à Bourg-en-Bresse et Genève. Cette voie passe au sud du village à Feillens qui possède une gare de péage.
Enfin, la route nationale 6 passait aussi de l'autre côté de la Saône. Ancienne voie très fréquentée avant la construction de l'A6, elle a été déclassée en route départementale 906 en 2005.

#### Voies ferroviaires
Aucune voie ferroviaire ne traverse la commune mais une passe à proximité dans le département de Saône-et-Loire, la ligne de Paris-Lyon à Marseille-Saint-Charles ou ligne PLM relie la capitale à Lyon et Marseille, elle se situe entre la route D 906 et la Saône. Elle accueille sur ses rails des TGV et les TER Bourgogne. La gare la plus proche est la gare de Mâcon-Ville.

## Urbanisme

### Typologie
Au 1er janvier 2024, Vésines est catégorisée commune rurale à habitat dispersé, selon la nouvelle grille communale de densité à 7 niveaux définie par l'Insee en 2022.
Elle est située hors unité urbaine. Par ailleurs la commune fait partie de l'aire d'attraction de Mâcon, dont elle est une commune de la couronne,. Cette aire, qui regroupe 105 communes, est catégorisée dans les aires de 50 000 à moins de 200 000 habitants,.

### Occupation des sols
L'occupation des sols de la commune, telle qu'elle ressort de la base de données européenne d’occupation biophysique des sols Corine Land Cover (CLC), est marquée par l'importance des territoires agricoles (89,1 % en 2018), une proportion identique à celle de 1990 (89,1 %). La répartition détaillée en 2018 est la suivante : 
prairies (63,1 %), zones agricoles hétérogènes (18,4 %), eaux continentales (10,9 %), terres arables (7,6 %).
L'évolution de l’occupation des sols de la commune et de ses infrastructures peut être observée sur les différentes représentations cartographiques du territoire : la carte de Cassini (XVIIIe siècle), la carte d'état-major (1820-1866) et les cartes ou photos aériennes de l'IGN pour la période actuelle (1950 à aujourd'hui).

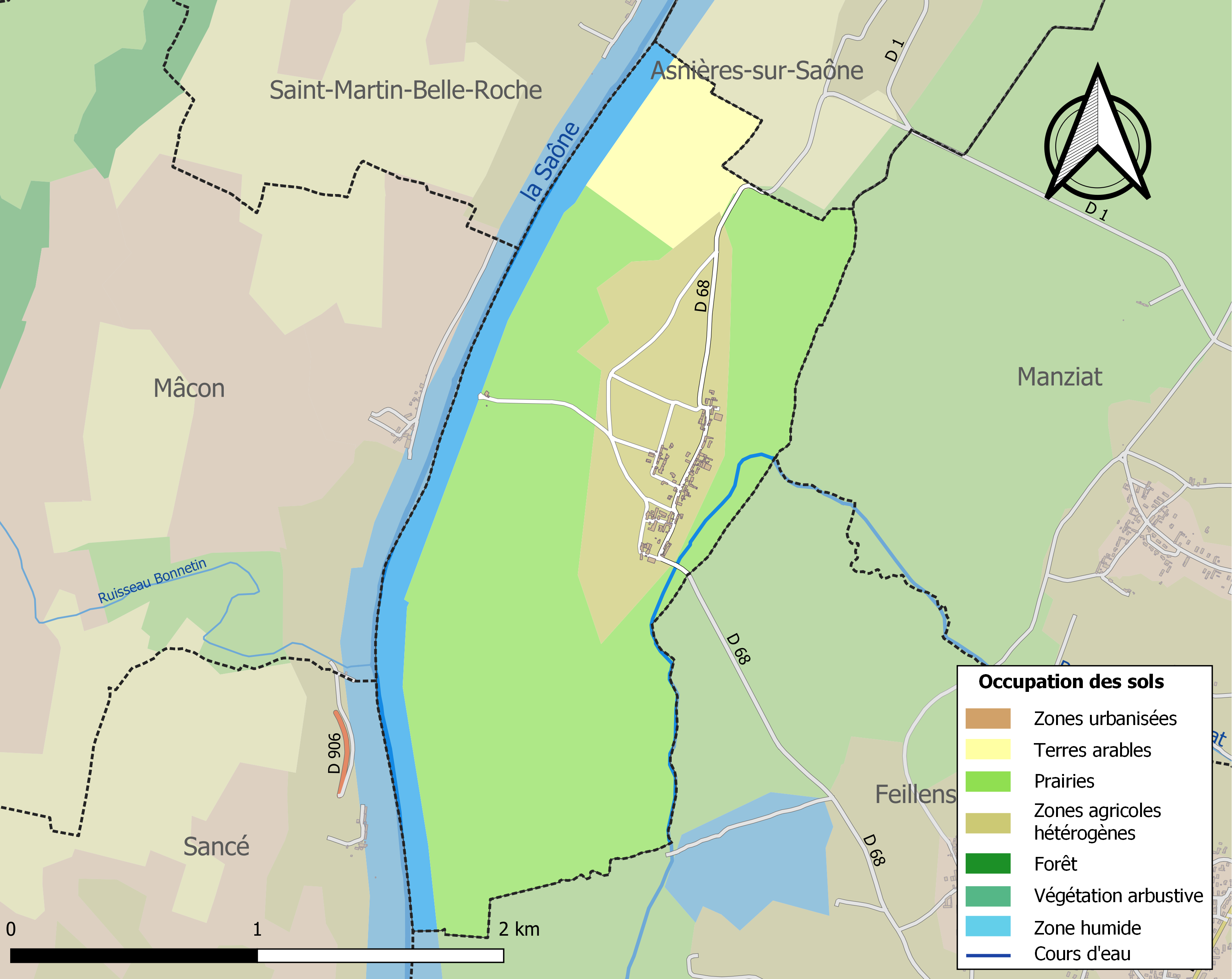
Carte des infrastructures et de l'occupation des sols de la commune en 2018 (CLC).

## Toponymie

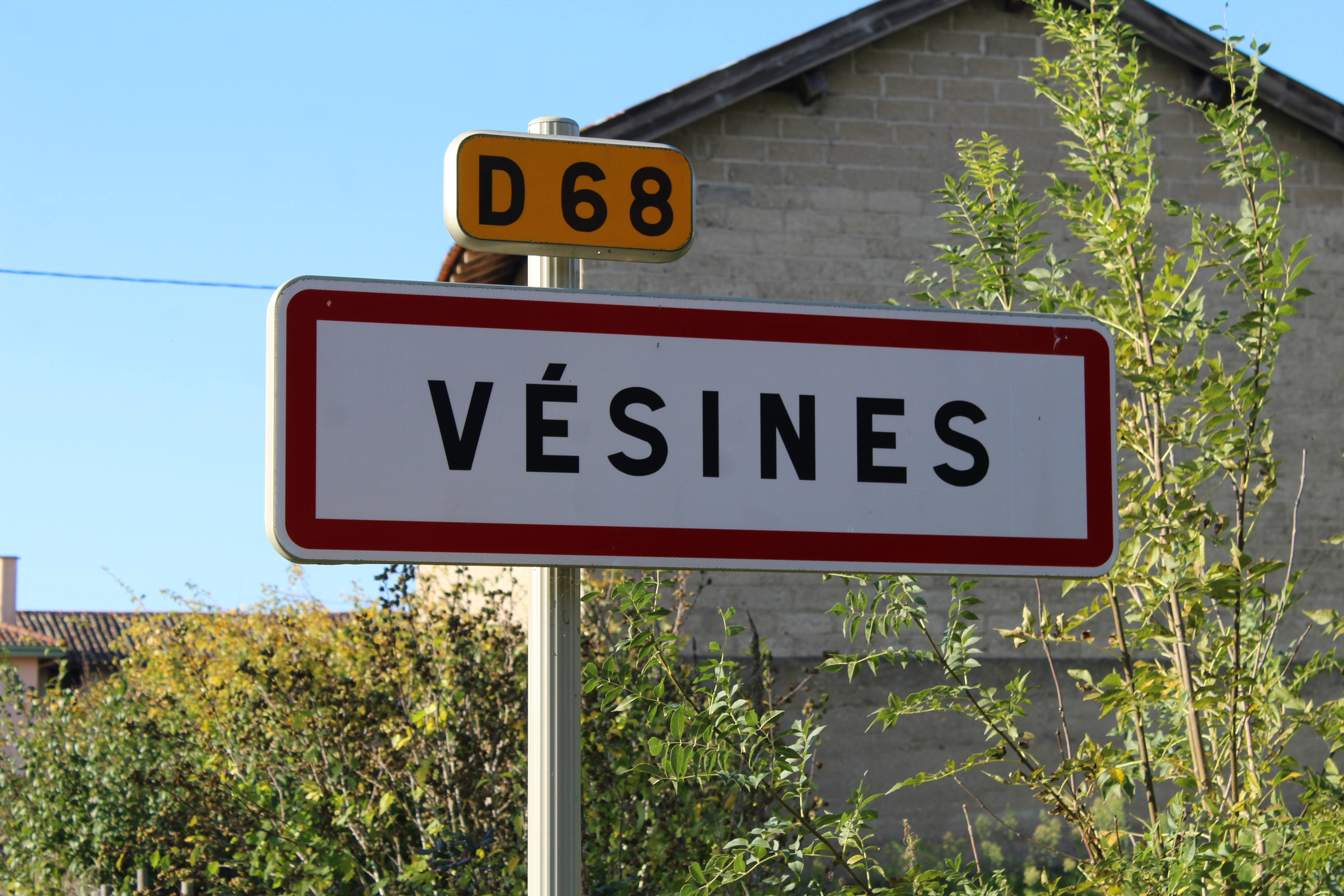
Panneau d'entrée du village.

Le nom du village n'a pas toujours été Vésines car jusqu'en 1679, il n'existait que le nom d'Aisne. Jusqu'au début du XXe siècle, les deux noms étaient utilisés. Vésines reste aujourd'hui le seul nom pour se référer à la commune.

### Origine du nom
Vésines vient du latin vicinus qui prend le sens de voisinage ou de lieu voisin du village.

### Anciens noms
La commune est mentionnée pour la première fois en 946 dans le recueil des chartes de Cluny sous le nom d'Eniscum. Dans le même ouvrage est citée les variantes Eniscus et Enescus en 950. En 1017, ce recueil mentionne Aniscus.
Trois siècles plus tard, on trouve Aisina dans les archives du département en 1293. Quelques années plus tard, vers 1325, le terrier de Bâgé évoque le nom d'Ennes tandis que selon Samuel Guichenon dans son ouvrage Histoire de la Bresse et du Bugey, le nom du village serait Esnes autour de 1427.
Dans les archives de la Côte-d'Or est cité Enes en 1568, l'enquête Bouchu mentionne Esnes en 1670. En 1679, on trouve pour la première fois le nom de Veysines.
Ce n'est qu'à partir de la Révolution française que le nom de Vésines apparaît pour la première fois dans le dénombrement de Bourgogne qui nous apprend que la commune s'appelle Aynes ou Vesine. En l'an X, l'annuaire de l'Ain évoque la commune sous le nom d'Aisne et Vesine. Au début du XXe siècle, on gardait encore l'utilisation des noms Aisne ou Vésine avec les variantes Aisnes et Vésines.

## Histoire
L'occupation humaine est ancienne. Le sol de la prairie et les berges de la Saône livrent des silex, de nombreux débris d'une poterie noirâtre et des monnaies gauloises ou romaines. des sépultures au lieu-dit "le château".
En 1025, le village devient une propriété des comtes de Mâcon qui la redonnent à Cluny. Trois siècles plus tard en 1301, la famille Vaugrigneuse le vend à Amédée V, comte de Savoie et en 1356, le comte Aymon inféode Aisne à Guillaume de la Baume-Montrevel qui l'unit ainsi au comté de Montrevel jusqu'en 1789.
En 1601, après la fin de la guerre franco-savoyarde qui se termine par le Traité de Lyon, Vésines appartient à la France avec l'acquisition, par celle-ci, de la Bresse, du Bugey, du Valromey et du pays de Gex. Elle est par la suite intégrée à la province bourguignonne.
À partir du XVIIe siècle, le village dépend de la paroisse de Saint-Jean-le-Priche, aujourd'hui commune associée de Mâcon. Les corps des villageois étaient inhumés dans le cimetière de Saint-Jean après avoir traversé la Saône. Vésines dépendra de Saint Jean jusqu’au concordat de 1802 et sera par la suite rattachée au diocèse de Lyon. Elle devient alors une paroisse à part entière, sous le vocable de Saint Joseph.
Entre 1790 et 1795, le village dépendait du district de Pont-de-Vaux, du fait de son intégration dans le canton de Bâgé-le-Châtel.

## Politique et administration

### Rattachements administratifs et électoraux
Durant l'Ancien Régime, la commune était une communauté du mandement et justice d'appel de Montrevel ainsi que du bailliage, de l'élection et de la subdélégation de Bourg.
Lors de la création des départements par la Révolution française, elle est intégrée au département de l'Ain et au district de Pont-de-Vaux. En 1800, après la suppression des districts, elle intègre l'arrondissement de Bourg-en-Bresse et reste dans le canton de Bâgé-le-Châtel.
Depuis au moins 1988, elle fait partie de la quatrième circonscription de l'Ain pour l'élection des députés.

En mars 2015, à l'occasion des élections départementales, le décret du 13 février 2014 portant sur le redécoupage cantonal des cantons de l'Ain entre en vigueur. Ainsi, la commune ainsi que toutes celles du canton dont elle était le chef-lieu, excepté Saint-Laurent-sur-Saône, sont intégrées au nouveau canton de Replonges.

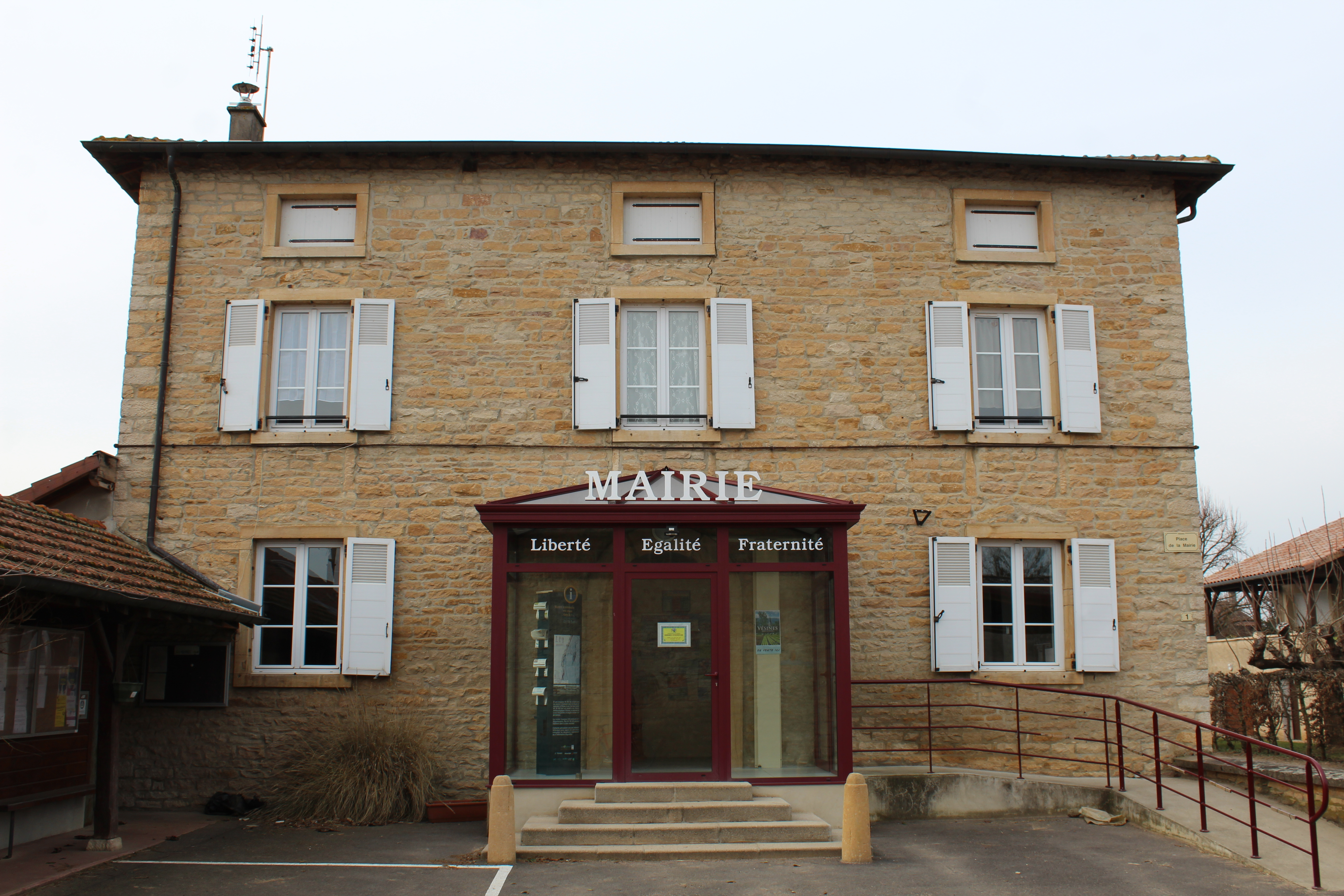
Mairie de la commune.

### Administration municipale
Le nombre d'habitants de la commune étant inférieur à 100, le nombre de membres du conseil municipal est de 7.

### Liste des maires
| Période    | Période  | Identité                   | Étiquette | Qualité |
| ---------- | -------- | -------------------------- | --------- | ------- |
| avant 1995 | ?        | Alexis Borjon              |           |         |
| 1995       | 2001     | René Brevet                |           |         |
| 2001       | 2008     | Marie-Bernadette Josserand |           |         |
| 2008       | 2014     | Pierre Catherin            |           |         |
| 2014       | En cours | Gilbert Jullin             |           |         |

### Intercommunalité
Jusqu'au 31 décembre 2016, Vésines appartenait à la communauté de communes du pays de Bâgé, intercommunalité créée le 1er janvier 1998 à la suite de la dissolution du SIVOM du canton de Bâgé créé en 1972. Ce jour de 1998 vit aussi la disparition de Saint-Laurent-sur-Saône qui rejoint alors la communauté d'agglomération du Mâconnais - Val-de-Saône. Depuis le 1er janvier 2017, la commune est intégrée à la nouvelle communauté de communes du pays de Bâgé et de Pont-de-Vaux. Cette dernière regroupe les communes de l'ancienne intercommunalité à celles du canton de Pont-de-Vaux. La structure devient communauté de communes Bresse et Saône le 13 décembre de la même année.
Une autre structure regroupe l'intercommunalité à d'autres de la région. Le syndicat mixte Bresse Val de Saône, créé en 1995, regroupe 40 communes,. Son but est de négocier les procédures que proposent l'Union européenne, l'État ou la région Auvergne-Rhône-Alpes qui pourraient développer un territoire plus vaste que la simple communauté de communes.
Enfin, comme la totalité des communes du département de l'Ain, le village appartient au syndicat intercommunal d'énergie et de e-communication de l'Ain, organisation fondée le 11 mars 1950. Le syndicat est compétent dans la gestion des réseaux d'électrification, de gaz, de l'éclairage public, de la communication électronique. En plus de ces compétences, la structure accompagne les communes pour qu'elles puissent maîtriser leur consommation d'énergie, gère un système d'information géographique et a mis en place dans le département, par l'intermédiaire de sa régie Réso-Liain, un réseau de fibre optique pour avoir accès à Internet à très haut débit.

### Jumelages

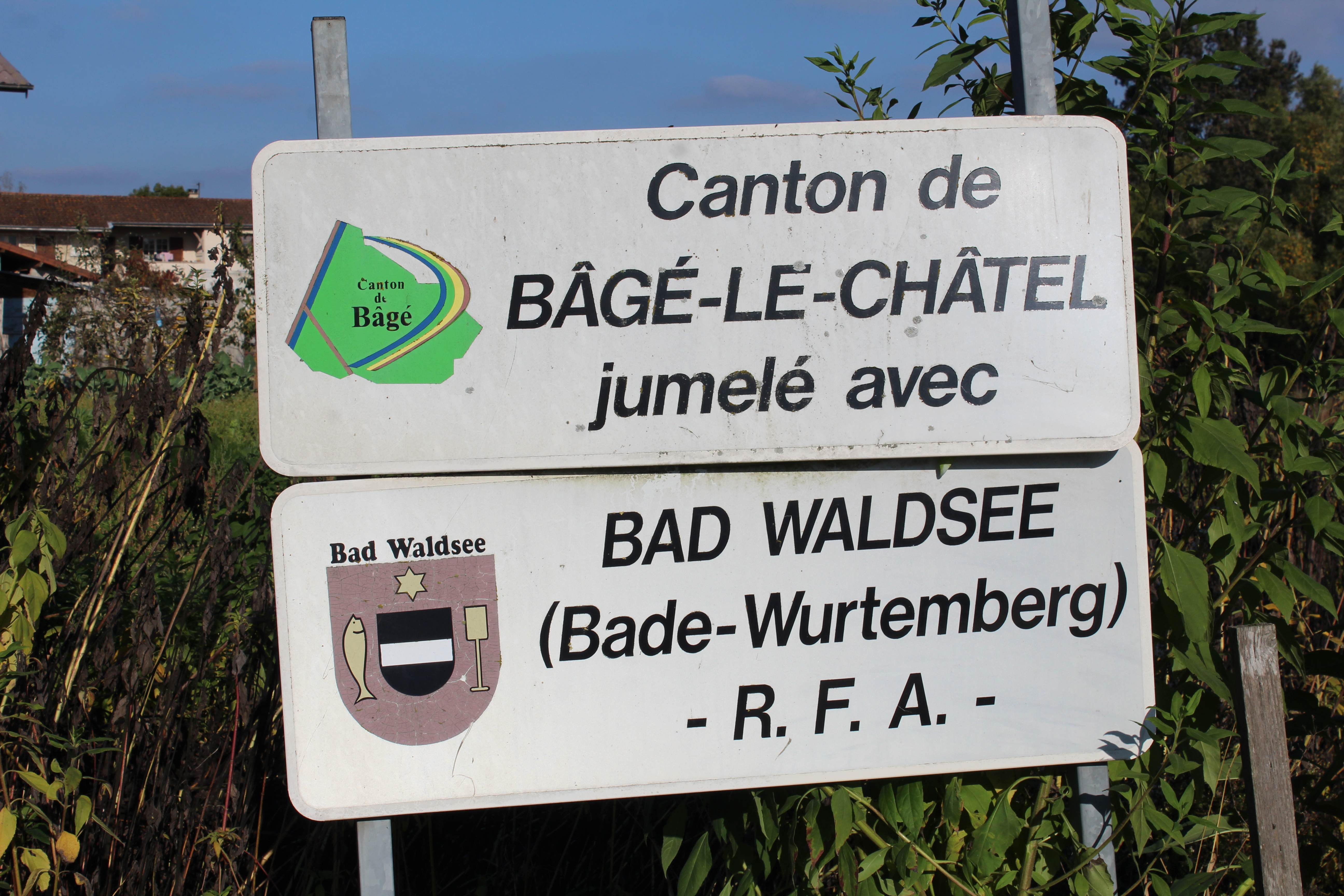
Panneau indiquant le jumelage entre le canton et Bad Waldsee.

| \| Bad Waldsee Vésines \| Localisation des communes jumelées. |
| Bad Waldsee Vésines                                           |

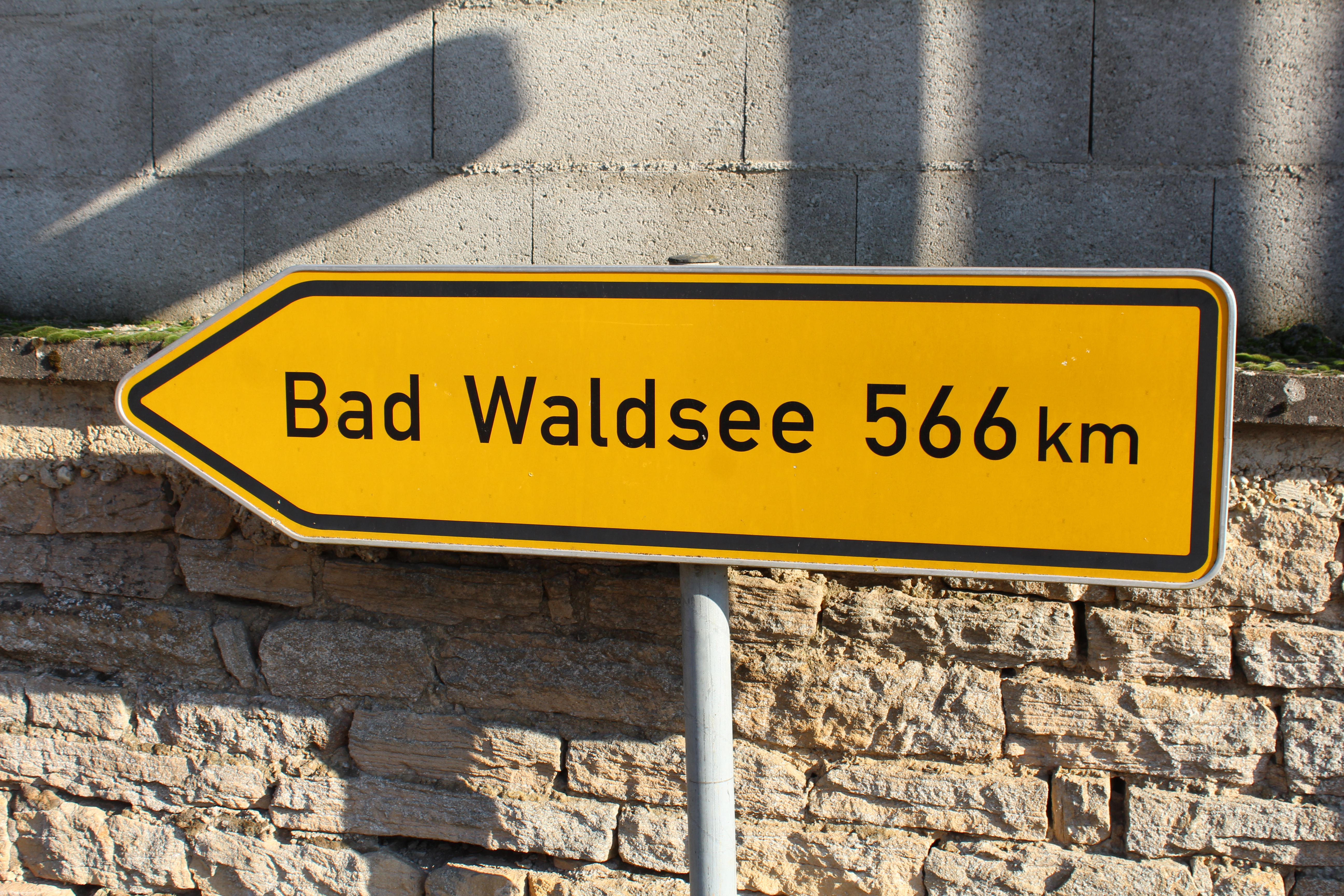
Panneau indiquant la distance entre la commune et Bad Waldsee.

La communauté de communes du pays de Bâgé dont la commune faisait partie jusqu'à sa dissolution est jumelée avec la commune de Bad Waldsee localisée au sud de la Bavière en Allemagne depuis le 13 octobre 1991. Ce jumelage est né d'un échange franco-allemand débuté en 1977 grâce à Roger Poulnard, fondateur du lycée de Bâgé-la-Ville, et à MM. Subreville et Batho, professeurs d'allemand du collège. Ces derniers ont fait une demande de contact avec un établissement de l'Allemagne auprès du Ministère de l'Éducation nationale qui leur ont répondu favorablement en leur proposant la Realschule de Bad Waldsee. Une dizaine de mois après avoir reçu cette réponse, Herr Schültz, professeur de français à la Realschule arrive en France avec 15 collégiens,. Ce n'est qu'une quinzaine d'années plus tard que l'échange scolaire devient un jumelage intercommunal. Depuis, un voyage est organisé chaque année et les élèves choisissant d'étudier l'allemand ont un correspondant.

## Population et société

### Démographie
L'évolution du nombre d'habitants est connue à travers les recensements de la population effectués dans la commune depuis 1793. Pour les communes de moins de 10 000 habitants, une enquête de recensement portant sur toute la population est réalisée tous les cinq ans, les populations de référence des années intermédiaires étant quant à elles estimées par interpolation ou extrapolation. Pour la commune, le premier recensement exhaustif entrant dans le cadre du nouveau dispositif a été réalisé en 2007.
En 2022, la commune comptait 97 habitants, en évolution de −2,02 % par rapport à 2016 (Ain : +5,15 %, France hors Mayotte : +2,11 %).
| 1793 | 1800 | 1806 | 1821 | 1831 | 1836 | 1841 | 1846 | 1851 |
| ---- | ---- | ---- | ---- | ---- | ---- | ---- | ---- | ---- |
| 197  | 169  | 211  | 217  | 205  | 223  | 198  | 206  | 206  |

| 1856 | 1861 | 1866 | 1872 | 1876 | 1881 | 1886 | 1891 | 1896 |
| ---- | ---- | ---- | ---- | ---- | ---- | ---- | ---- | ---- |
| 199  | 189  | 184  | 154  | 191  | 189  | 177  | 176  | 165  |

| 1901 | 1906 | 1911 | 1921 | 1926 | 1931 | 1936 | 1946 | 1954 |
| ---- | ---- | ---- | ---- | ---- | ---- | ---- | ---- | ---- |
| 160  | 160  | 158  | 140  | 135  | 129  | 122  | 110  | 137  |

| 1962 | 1968 | 1975 | 1982 | 1990 | 1999 | 2006 | 2007 | 2012 |
| ---- | ---- | ---- | ---- | ---- | ---- | ---- | ---- | ---- |
| 141  | 143  | 121  | 116  | 108  | 113  | 93   | 90   | 99   |

| 2017 | 2022 | - | - | - | - | - | - | - |
| ---- | ---- | - | - | - | - | - | - | - |
| 99   | 97   | - | - | - | - | - | - | - |

### Enseignement
Vésines ne possède pas d'école primaire, les élèves sont dirigés vers les villages voisins. Pour ceux qui ont terminé le cycle primaire, les élèves de la commune poursuivent leur scolarité dans l'enseignement secondaire au collège Roger Poulnard à Bâgé-la-Ville qui est le collège de secteur même si parfois, certains élèves partent au collège privé de Feillens. Ensuite, le lycée de secteur est le lycée René-Cassin de Mâcon.

### Médias
Le Progrès est un journal régional diffusant dans les départements de l'Ain, du Jura, du Rhône, de la Loire et de la Haute-Loire. Chaque vendredi est publié le journal local hebdomadaire Voix de l'Ain. De plus, Le Journal de Saône-et-Loire, paru pour la première fois le 2 juillet 1826, est la version saône-et-loirienne du Progrès. Ce journal quotidien paraît dans les environs sous l'édition de Mâcon.
Dans le domaine télévisuel, la chaîne France 3 émet un décrochage local dans la commune par le biais de France 3 Rhône Alpes. Enfin, Radio Scoop est une radio musicale d'Auvergne-Rhône-Alpes qui possède une station à Bourg-en-Bresse diffusant dans l'Ain.

## Économie
Comme beaucoup de communes rurales, Vésines ne possède pas de commerce mis à part un restaurant localisé en bord de Saône au port de Vésines qui est éloigné des habitations.
Le principal secteur économique de la commune est l'agriculture avec notamment la production de légumes favorisée par les terres fertiles sableuse dues à la proximité de la Saône.

## Culture et patrimoine

### Lieux et monuments
- L'église Saint-Joseph a été édifiée au XIXe siècle à la suite de son indépendance vis-à-vis de Saint-Jean-le-Priche. Elle a été bénite le 25 novembre 1819 puis rénovée et agrandie entre 1868 et 1869[37].
- À l'entrée du village en venant de Feillens se trouve un pigeonnier de forme rectangulaire.
- À l'ouest du bourg, une statue de la Vierge Marie veille sur la prairie et le village.
- Quatre croix de chemins sont situées sur la commune dont la croix des Grépillons et celle des Combes.

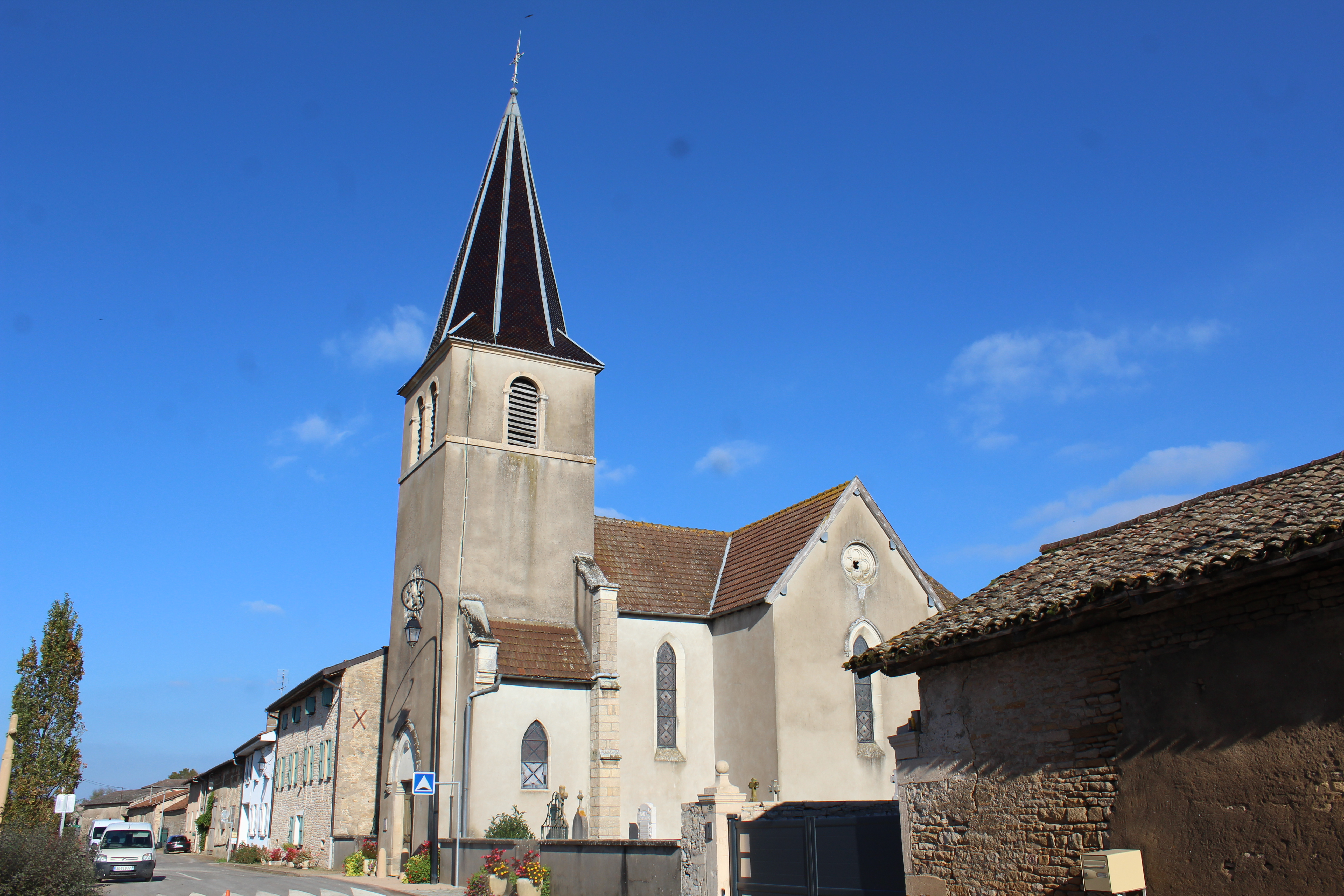
Église Saint-Joseph.
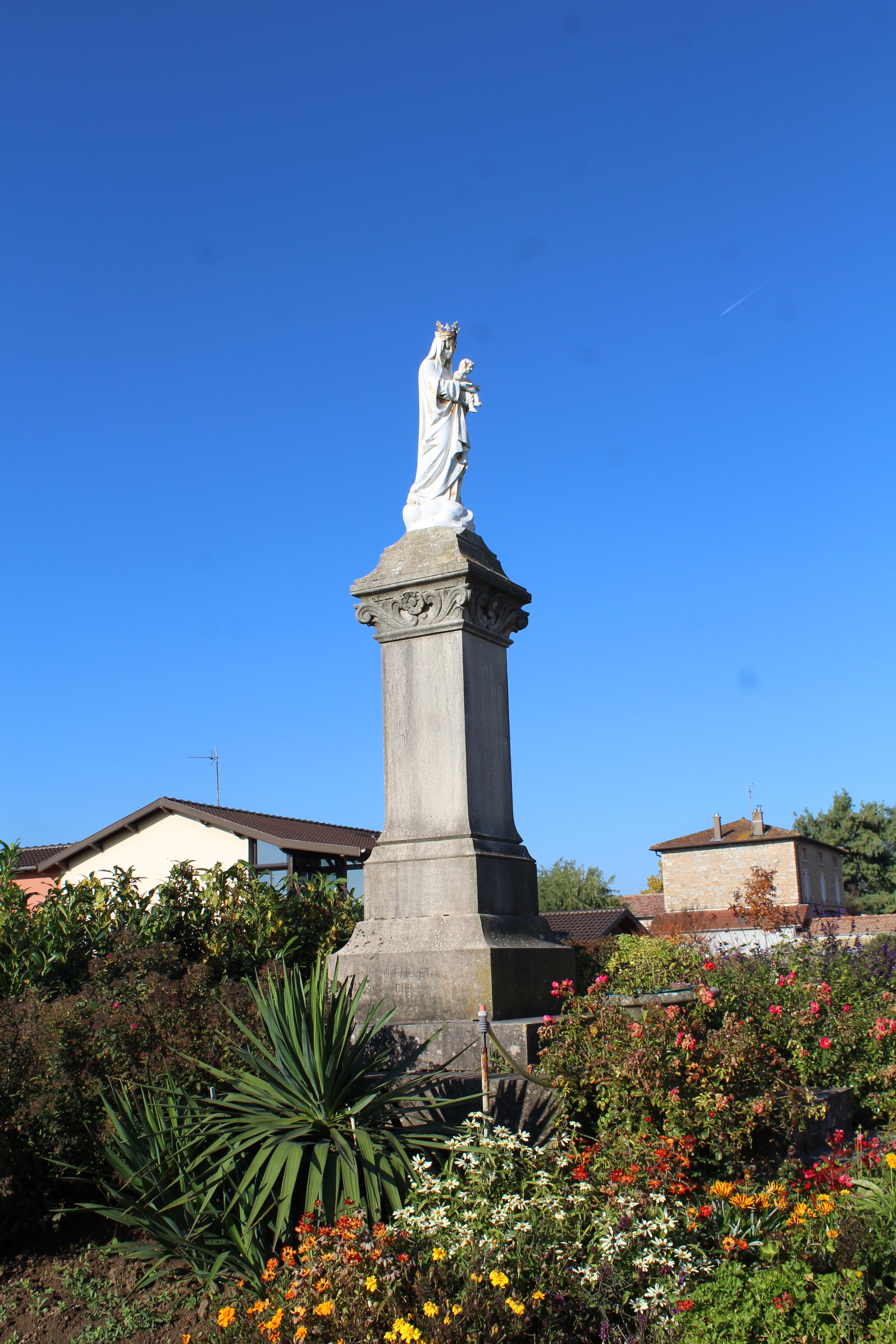
Statue de la Vierge Marie.
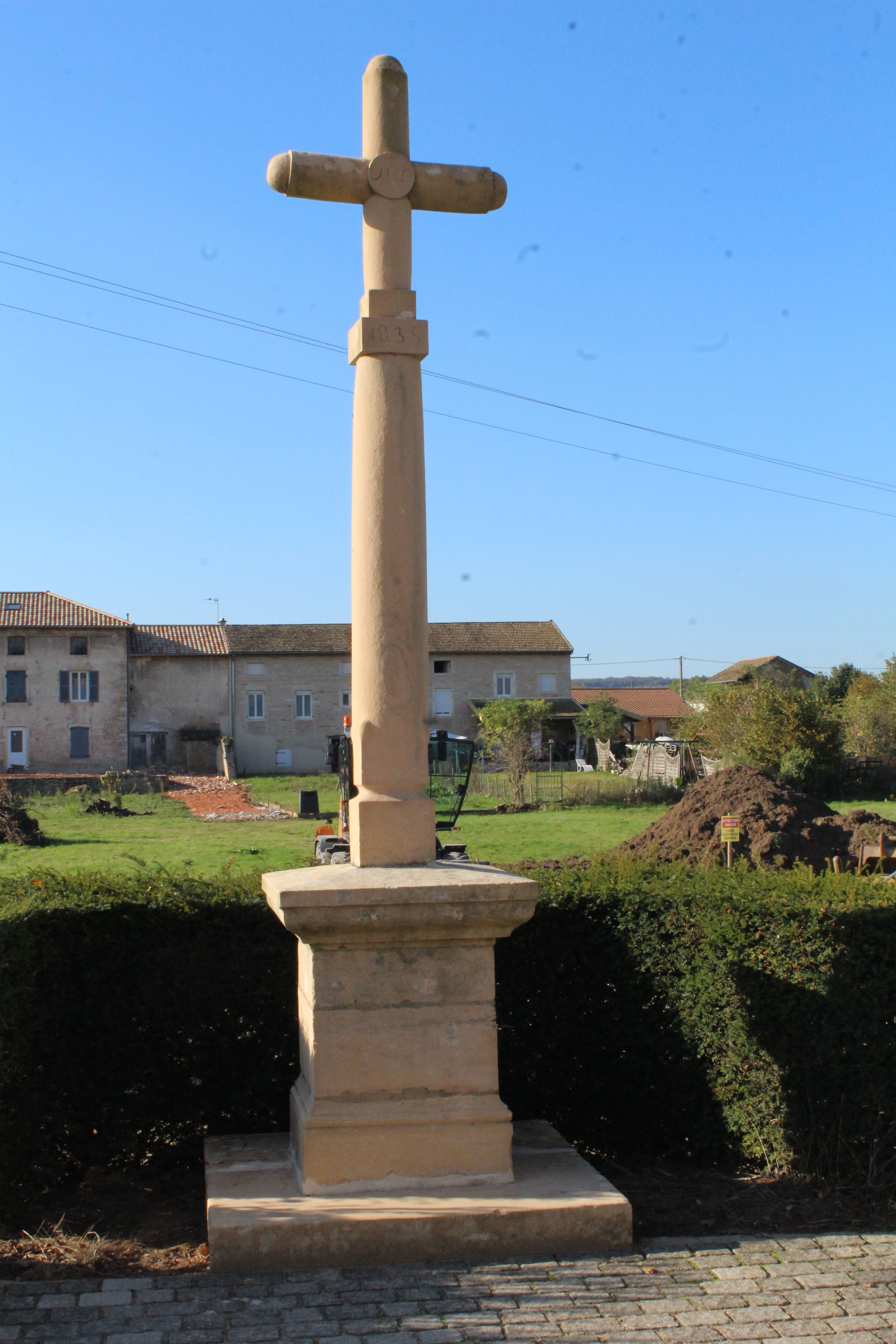
Croix face à l'église.
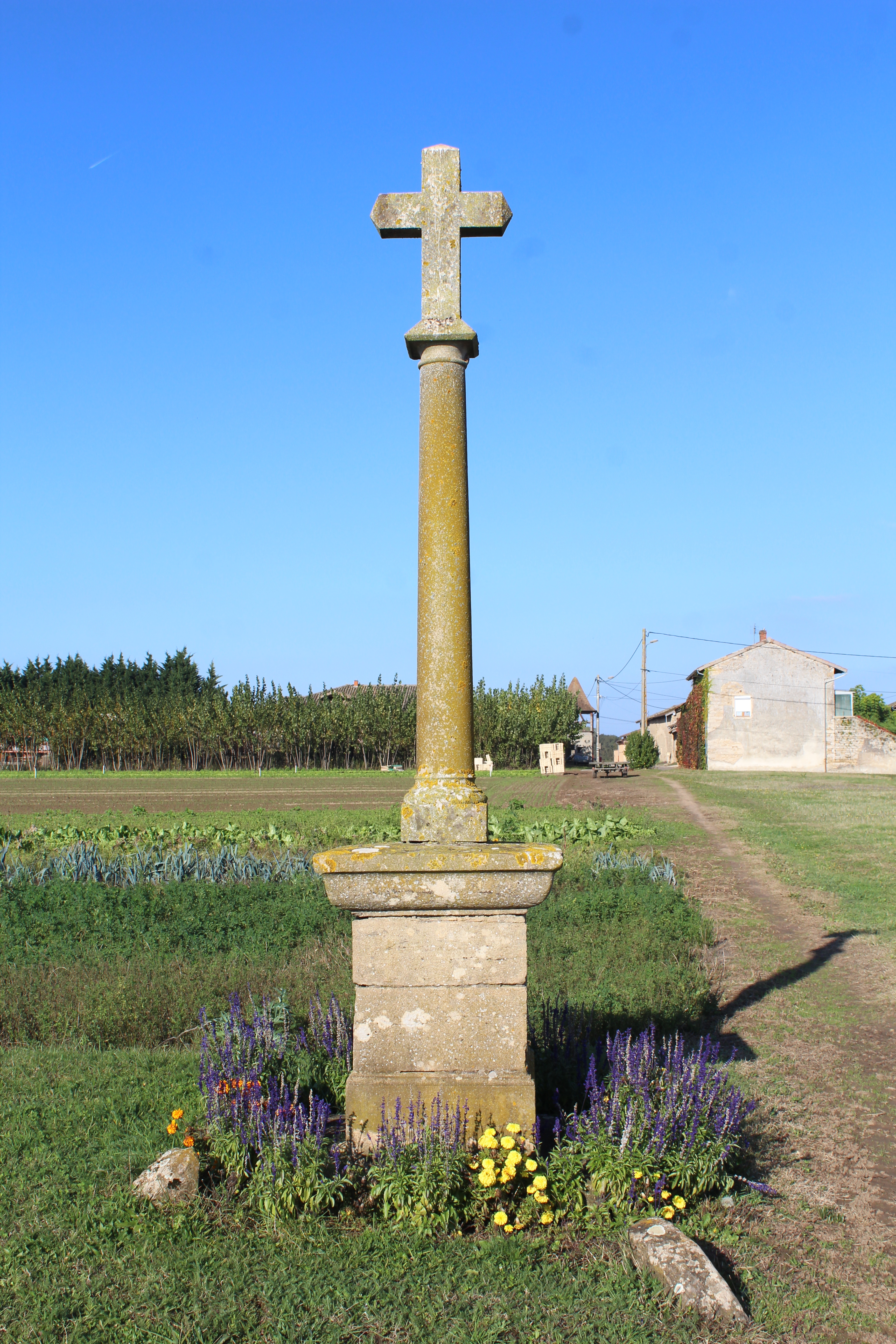
Croix des Combes.
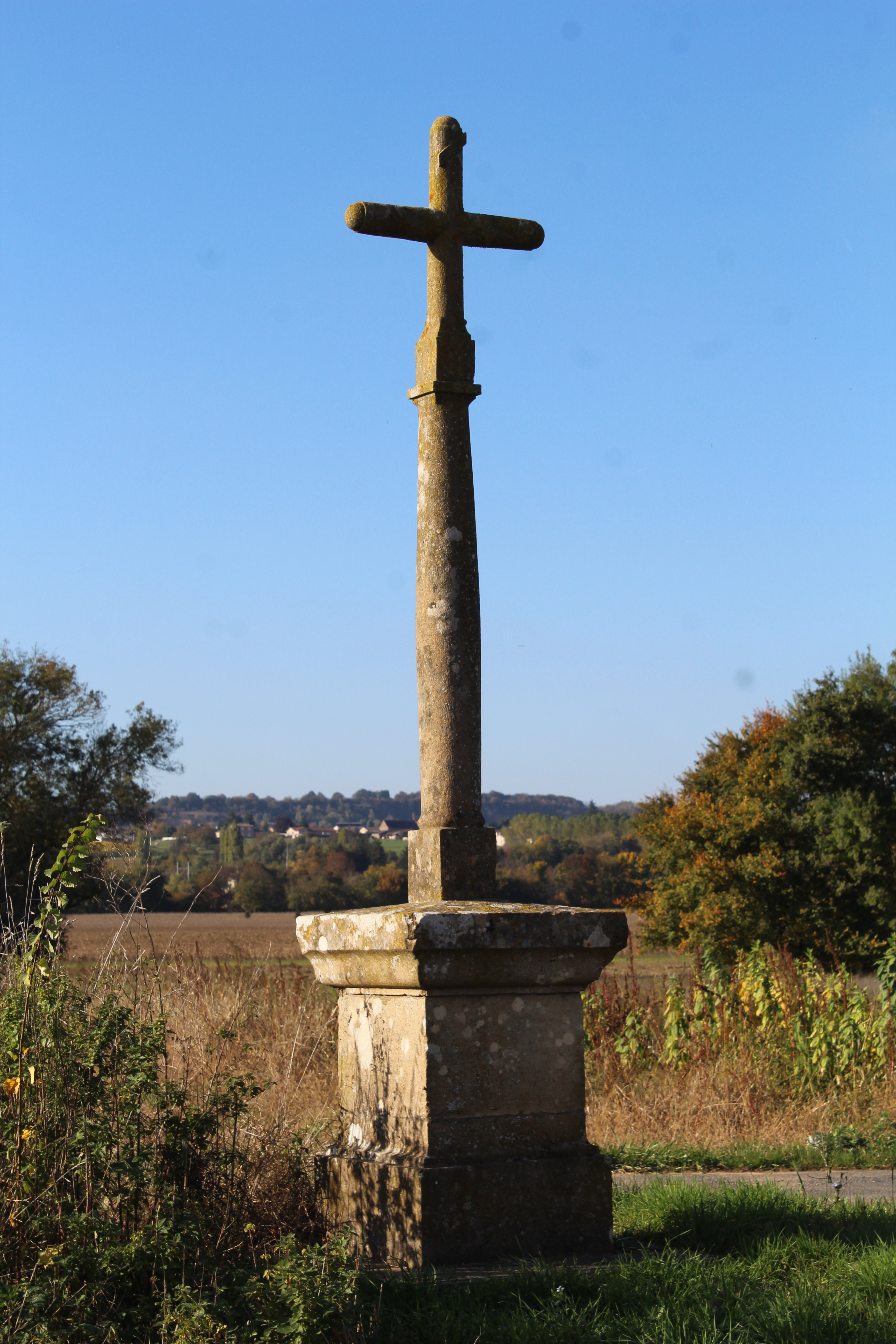
Croix des Grépillons.

### Patrimoine naturel

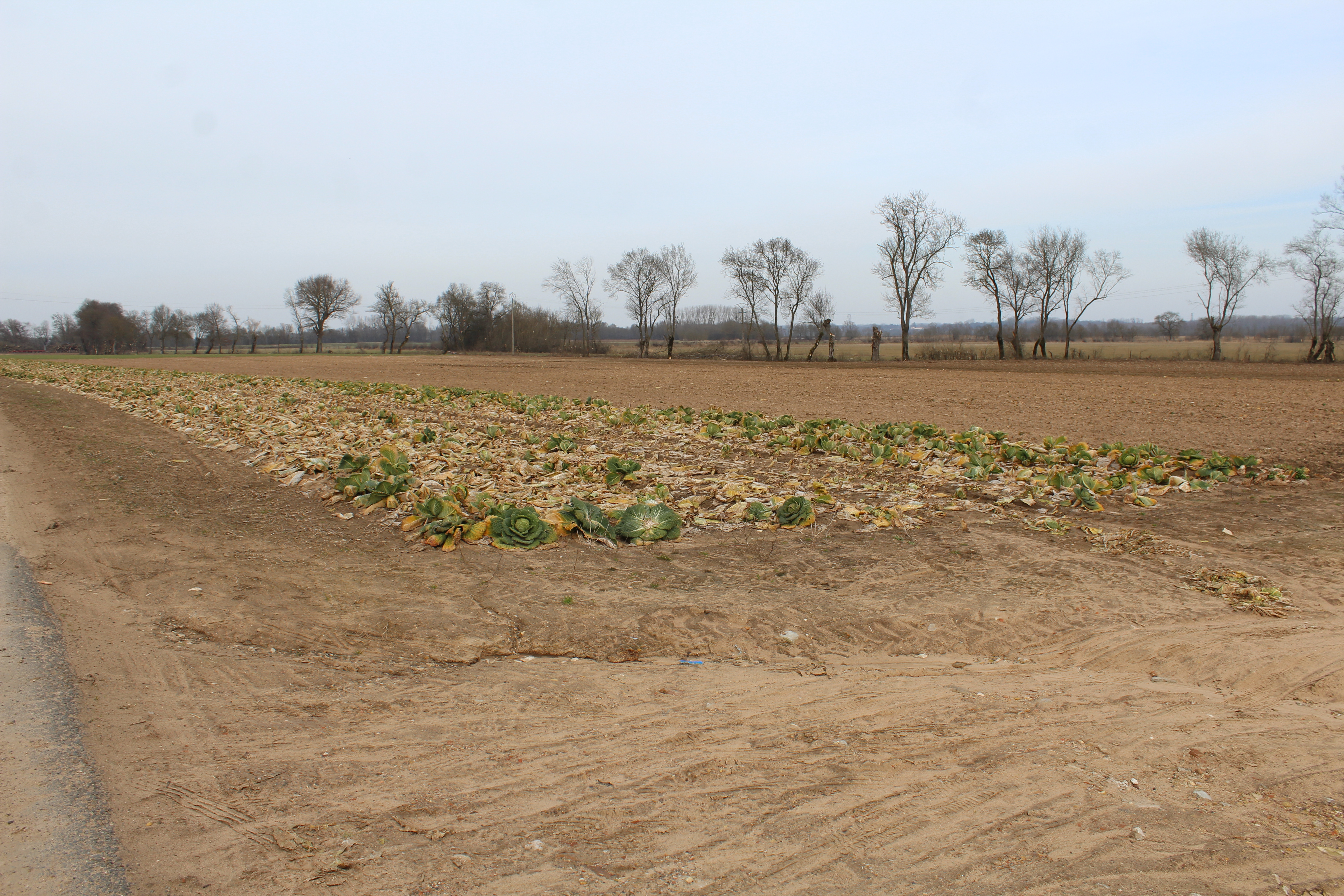
Prairies inondables.

Les prairies inondables du val de Saône dont une partie est à Vésines sont classées zone protégée depuis 1994.

### Gastronomie
Les spécialités culinaires sont celles de la région bressane, c'est-à-dire la volaille de Bresse, les gaudes, la galette bressane, les gaufres bressanes, la fondue bressane.
La commune se situe dans l'aire géographique de l'AOC Volailles de Bresse. Elle a aussi l'autorisation de produire le vin IGP Coteaux de l'Ain (sous les trois couleurs, rouge, blanc et rosé).

### Événements
Depuis le début des années 2000 se déroule tous les deux ans la fête de la voiture ancienne consacrée aux cabriolets,.